# Nicotiana acaulis
Nicotiana acaulis är en potatisväxtart som beskrevs av Carlos Luis Spegazzini. Nicotiana acaulis ingår i släktet tobak, och familjen potatisväxter. Inga underarter finns listade i Catalogue of Life.